# Agostino Barbarigo
Agostino Barbarigo (ca. 1420 – 20 september 1501) was doge van Venetië vanaf 1486 tot aan zijn dood. 

## Biografie
In 1496 creëerde Brabarigo een Italiaanse coalitie om Karel VIII van Frankrijk terug te dringen uit Italië, wat leidde tot de Slag bij Fornovo tijdens de Franse terugtrekking uit Italië. Tijdens zijn regeerperiode richtte Venetië meerdere verdedigingswerken op in Romagna en annexeerde Cyprus. 
Zijn relaties met de Ottomaanse sultan Bayezid II waren aanvankelijk vriendschappelijk, maar werden vanaf 1492 steeds vijandelijker. Uiteindelijk leidde dit tot een oorlog in 1499. De Venetiaanse handelaren in Istanboel werden gearresteerd, terwijl Bosnische troepen Dalmatia binnenvielen en Zadar bereikten. De Venetiaanse vloot werd verslagen tijdens de Slag bij Zonchio en de Republiek verloor haar basis in de stad Lepanto. Vlak daarna verloor het ook de basissen in Modone en Corone. Alle tussenstoppen voor de handelsschepen die reisden naar Lepanto waren daardoor verdwenen. 
Na vier jaar oorlog werd er een vredesverdrag getekend in 1503, waarbij Venetië in Morea alleen Nauplion, Patras en Monemvasia behield.